# Med i mlijeko
Med i mlijeko je šesti album hrvatskog glazbenog sastava "Vatrogasci".

## Popis pjesama
1. "Rokenrol star" (3:28)
  - glazba: B. M. Woolley (The Buggles - "Video Killed the Radio Star", 1979.)
  - stihovi: Tihomir Borošak
2. "Kad dođem ja" (3:32)
  - glazba: R. Wilde (Kim Wilde - "Cambodia", 1981.)
  - stihovi: Tihomir Borošak
3. "Cigo" (3:05)
  - glazba, stihovi: Tihomir Borošak
4. "Konjić" (3:16)
  - glazba: D. Pace & F. Bracardi (Raffaella Carrà - "A far l'amore comincia tu", 1976.)
  - stihovi: Tihomir Borošak
5. "Guiness" (3:27)
  - glazba: T. Huljić (Magazin - "Ginem", 1998.)
  - stihovi: Vjekoslava Huljić/Tihomir Borošak
6. "Ona i ja" (2:46)
  - glazba: S. Joplin/Dean Parmak (Scott Joplin - "Peacherine Rag", 1901.)
  - stihovi: Tihomir Borošak
7. "Laj, laj, laj" (4:07)
  - glazba: Les Reed (Tom Jones - "Delilah", 1967.)
  - stihovi: Tihomir Borošak
8. "S curama je kraj" (3:13)
  - glazba, stihovi: F. Lukić (Ansambl Franje Lukića - "S curama je kraj", 1974.)
9. "Pijana" (3:09)
  - glazba: A. Simone (Afric Simone - "Ramaya", 1975.)
  - stihovi: Tihomir Borošak
10. "Šmrk ......lj" (4:07)
  - glazba, stihovi: Tihomir Borošak
11. "Nema nade za nas" (3:45)
  - glazba: D. Zečić (Dražen Zečić & Anđela Kolar - "Ima li nade za nas", 1998.)
  - stihovi: D. Zečić/Tihomir Borošak

## Izvođači
- Tihomir Borošak-Tiho: razni instrumenti
- Mladen Martinović-Dugi: vodeći vokal

## Vanjske poveznice
- Službene stranice sastava  Arhivirana inačica izvorne stranice od 22. srpnja 2010. (Wayback Machine)